# Barcikowo (województwo kujawsko-pomorskie)
Barcikowo (do 2009 Lipiny-Barcikowo) – wieś w Polsce położona w województwie kujawsko-pomorskim, w powiecie włocławskim, w gminie Lubanie. Do 2007 roku nosiła nazwę Lipiny-Barcikowo.
W latach 1975–1998 miejscowość administracyjnie należała do województwa włocławskiego. Według Narodowego Spisu Powszechnego (III 2011 r.) liczyła 261 mieszkańców. Jest siódmą co do wielkości miejscowością gminy Lubanie.